# 南極地域の環境の保護に関する法律
南極地域の環境の保護に関する法律（なんきょくちいきのかんきょうのほごにかんするほうりつ、平成9年5月28日法律第61号）は、南極地域の環境保護に関する日本の法律である。南極環境保護法、南極法ともいう。
環境保護に関する南極条約議定書の実施を確保するために必要な国内措置として、南極地域活動計画の確認の制度を創設し、南極地域における行為の制限に関する規定等を定めた。1997年（平成9年）5月28日に公布された。なお、本法の施行日の基準となる「議定書（議定書附属書Ｖを除く。）が日本国について効力を生ずる日」（議定書発効日）は、1998年（平成10年）1月14日である。

## 概要

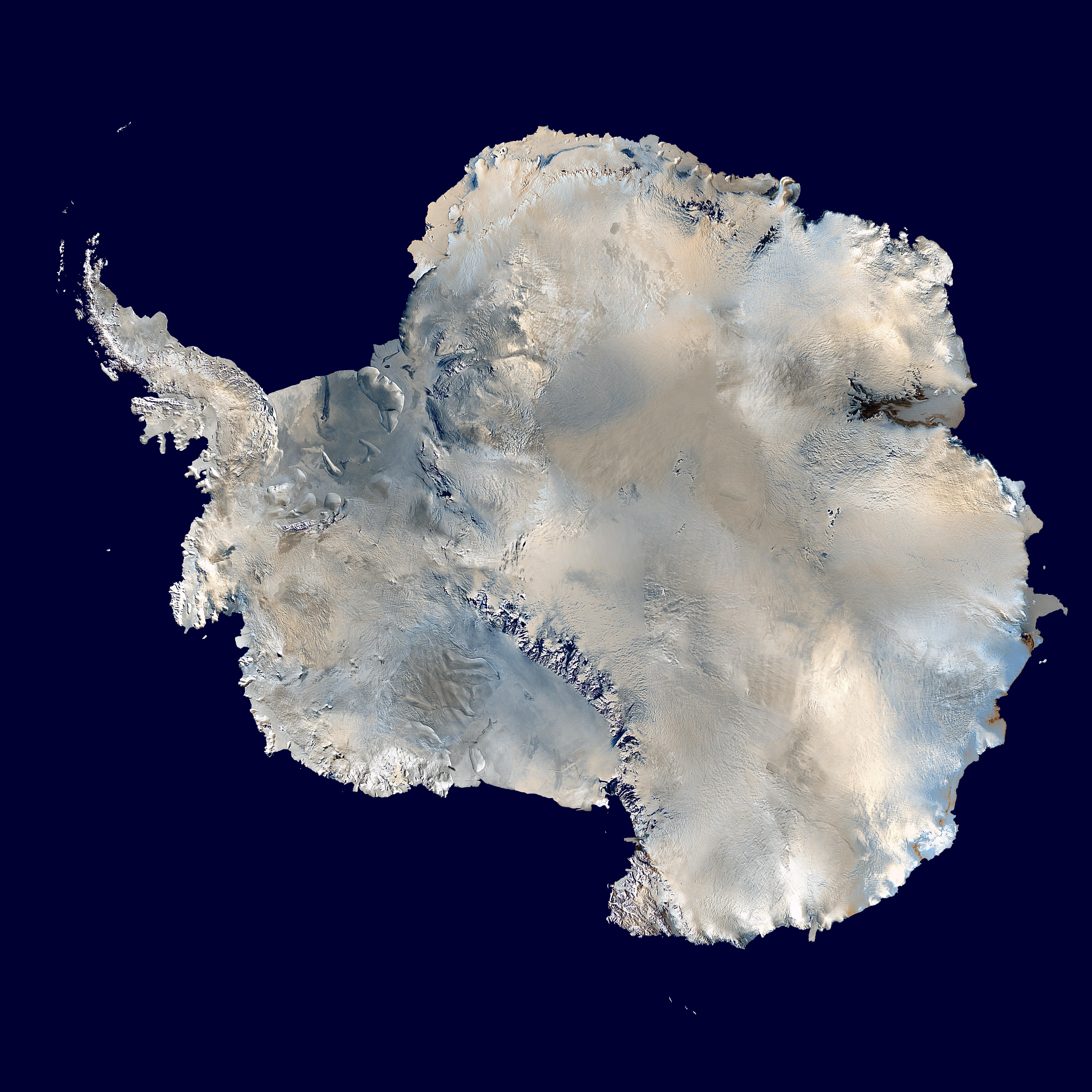
南極大陸の衛星写真

南極地域は、1961年（昭和36年）に領土権の凍結、軍事利用の禁止、科学観測のための国際協力を目的とする南極条約が発効し、以来科学観測の場として利用されてきた。1980年代になると、地球環境のモニタリング等の観点から、南極地域の環境の重要性が注目される一方で、基地活動や観光利用の増加による環境影響も懸念され、人類共通の財産としての南極地域の環境を保護するための国際的取り組みの強化が要請された。
このため、1991年（平成3年）には、南極地域の環境の包括的な保護を図るための環境保護に関する南極条約議定書が採択され、同議定書において、南極地域における活動を計画する際の環境影響評価の実施、動植物相の保存、廃棄物の処理等の幅広い義務が規定された。南極地域の環境の保護に関する法律は、この議定書の的確かつ円滑な実施を確保するために必要な国内担保措置を講ずるため、制定された。

## 内容

各国の研究基地と領有権主張

南極地域の環境の保護に関する法律の内容は、以下の通り。
基本的な配慮事項の公表
環境大臣は、環境保護に関する南極条約議定書の的確かつ円滑な実施を図るため、南極地域における活動の主宰者及び行為者が南極地域の環境の保護のために配慮しなければならない基本的な事項を定めて公表することとした。
南極地域における行為の制限
議定書の定めに従い、南極地域において、科学的調査を除く鉱物資源活動を禁止し、動物相及び植物相の保存のために動植物の捕獲や持ち込み等を制限し、廃棄物の適正な処分及び管理を行い、南極特別保護地区への立ち入りを制限し、南極史跡記念物の破壊等を禁止するとともに、南極地域の大気の著しい汚染等、南極地域の環境に著しい影響を及ぼすおそれのある行為を禁止した。
南極地域活動計画の確認
以上の行為の制限を確実なものとするため、南極地域においては、原則としてすべての活動を実施する場合に、議定書で禁止されている行為がないこと、議定書で条件つきで認められている行為がその条件に適合すること、南極地域の環境に著しい影響を及ぼすおそれがないことについて、環境大臣の確認を受けることを義務づけた。この確認のための審査に当たっては、環境大臣は、必要に応じ環境影響の検討資料の提出を求めるとともに、環境影響の程度が軽微でない場合には、議定書の締約国等の意見聴取の手続を行うこととした。
その他
環境大臣は、報告徴収、立入検査、措置命令といった、南極地域の環境の保護のため必要な監督を行うとともに、周知、罰則、経過措置等に関し、所要の規定を設けることとした。また、この法律の制定に伴い、南極地域の動物相及び植物相の保存に関する法律（昭和57年法律第58号）は廃止した。
- 罰則

南極地域において、鉱物資源活動を行うこと、南極哺乳類・南極鳥類の捕獲等を行うこと、南極史跡記念物の除去・損壊を行うこと、南極特別保護地区に立ち入ること、指定された方法以外によって廃棄物の処分を行うこと、環境大臣が南極環境保全のために行う命令に反することなどは禁じている。また、南極地域へ、生きていない哺乳類・鳥類や生きている生物、並びにポリ塩化ビフェニル（PCB）等を持ち込むことも禁じている。これらの規定に違反した者は、1年以下の懲役又は100万円以下の罰金に処される。所定の届出をせずに、南極地域で活動を行った者も、50万円以下の罰金に処される。